# 克利尔菲尔 (犹他州)
克利尔菲尔（英文：Clearfield），是美国犹他州戴维斯县下属的一座城市。建市于1877年，面积大约为7.66平方英里（19.8平方公里），海拔约为4,465英尺（1,361米）。根据2010年美国人口普查，该市有人口30,112人。